# غريغ روجرز
غريغ روجرز (بالإنجليزية: Greg Rogers) هو سباح أسترالي، (ولد في سيدني في أستراليا 1948  م).

## وصلات خارجية
- غريغ روجرز على موقع الاتحاد الدولي للسباحة (الإنجليزية)
- غريغ روجرز على موقع SwimRankings.net (الإنجليزية)
- غريغ روجرز على موقع اللجنة الأولمبية الدولية (الإنجليزية)
- غريغ روجرز على موقع أوليمبيديا (الإنجليزية)
- غريغ روجرز على موقع اللجنة الأولمبية الأسترالية (الإنجليزية)
- غريغ روجرز على موقع اتحاد ألعاب الكومنولث (مؤرشف) (الإنجليزية)